# Carl Squared
A Carl Squared (stilizálva: Carl², "Carl a négyzeten") egy kanadai rajzfilmsorozat. Lila Rose, Carolyn Hay és Eva Almos készítették. Magyarországon nem került bemutatásra. Amerikában és Kanadában a Teletoon vetítette. Németországban pedig a Nickelodeon helyi verziója sugározta 2007-ben. A műsor a címadó fiúról szól, aki nagyon lusta, és nem szeret dolgozni. Egyik nap azon kapta magát, hogy kapott egy csomagot, amiben egy klón található, aki egytől egyig úgy néz ki, mint Carl maga, csak vékonyabb hangon beszél. Carl mindenki elől eltitkolja a klónját, csak a legjobb barátjával osztja meg ezt a nagy titkot. A műsor 4 évadot élt meg 65 epizóddal. 22 perces egy epizód. Népszerű sorozat volt, a Teletoon egyik hosszabb ideig futó rajzfilmjének számít. Külföldön 2005. augusztus 7.-től 2011. január 23.-ig ment.